# 金門港
金門港是一座位於中華民國福建省金門縣的商港，可分為大金門的水頭港區、料羅港區和小金門的九宮港區，由金門縣港務處管理。金門港除了負擔承接由台灣至金門的物資補給以外，自從2001年小三通通航後，金門港成為金廈兩門客貨運輸的重要窗口。

## 歷史
金門的料羅灣自古就是一個天然港口，最早在宋代就有漁船和商船在料羅活動的記錄，南明亦有記載鄭成功的艦隊在料羅停駐。國民政府遷台初期，金門開始實施「戰地政務」制度，金門的航運開始受到嚴格管制，在此期間，軍方修築料羅港成為當時金門軍用及民間物資最重要的補給港口，並於1985年成立新湖漁港做為料羅港的備援港。
1992年，金門解除戰地政務，原本管理料羅港的金門縣港口檢查處修正名稱為金門縣港務處。而後為了因應開放觀光帶來的旅客以及貨物，行政院經建會召集有關單位商討興建水頭商港，並在2000年擬定以三個港區（料羅、水頭、九宮）做整體規劃的金門港。2000年12月4日，行政院正式核定金門港為一國內商港。
2001年小三通正式通航，金門港至廈門東渡碼頭的客運船班開始營運，通航初期因通關作業問題，大部份的客貨輪皆是停靠離廈門較遠的料羅港區，翌年水頭旅客服務中心啟用，小三通客輪航線逐漸轉停水頭碼頭後，形成如今料羅港以貨運為主，水頭碼頭則以客運為主。2006年，水頭碼頭至泉州石井港泉金客運碼頭的客運航線通航，成為金門小三通第二條客運航線。2008年，距離廈門高崎國際機場較近的五通碼頭啟用，廈門方逐漸將船班轉向至五通碼頭，並在2014年停止開往東渡碼頭的航線。除了客運以外，金門也因為小三通開始大量從中國大陸進口砂石等建材，為此金門縣政府在料羅港區擴建砂石碼頭以應需求。2020年2月因COVID-19疫情，小三通客運航線停航，直至2023年1月復航。

## 港區

### 料羅港區
料羅港位於金門本島東南側的金湖鎮料羅灣，是金門縣主要的貨運及軍用碼頭。主要接收進口砂石以及其他台灣和中国大陆福建運來的民生物資，並由此將特產金門高粱和貢糖運往各地。此外，因為金門機場在霧季期間常受濃霧影響飛機起降，料羅港亦有不定期客輪航班疏運往來台灣的遊客。

### 水頭港區
水頭港區位於金門本島西南側的金城鎮，是金門港主要的客運碼頭，旅客可由此搭乘小三通客輪前往廈門及泉州。欲前往烈嶼的旅客也可以在此搭乘交通船。

### 九宮港區
九宮港區是小金門主要的客貨碼頭，在金門大橋通車前是遊客前往小金門的主要門戶，往來大小金門的交通船一天曾達50餘班，現重要度已降低。與水頭港區僅相隔兩公里寬的金烈水道。

## 未來計畫
因應小三通的客運及貨運量逐年增加，金門縣港務處現正在水頭港區興建大型旅客服務中心，提升旅客設施的服務品質；料羅港區的擴建以及週邊海運快遞專區的規劃亦在進行中。原本負擔大部份小金門客運及貨運的九宮港區，因為2022年通車的金門大橋而喪失其重要度，金門縣政府考慮將九宮港區轉型為遊艇碼頭，提供觀光遊憩服務。
此外，因為現今水頭港區擁擠以及距離泉州石井港較遠，加上廈門翔安國際機場即將於2025年啟用的緣故，金門縣政府籌劃將在距離翔安國際機場僅隔一水道之隔的馬山觀測所旁新建馬山港區，接駁來自翔安機場及泉州的旅客，成為金門港的第四港區。

## 外部連結
- 金門縣港務處 （页面存档备份，存于）
- 金門縣港務處的Facebook專頁